# Lebaksiuh (Jatigede)
Lebaksiuh is een bestuurslaag in het regentschap Sumedang van de provincie West-Java, Indonesië. Lebaksiuh telt 1616 inwoners (volkstelling 2010).